# Margareta I a Scoției
Margareta, Fecioara din Norvegia (n. 9 aprilie 1283, Comuna Tønsberg, Vestfold, Norvegia – d. 26 septembrie 1290, Orkney Islands, Scoția, Regatul Unit) a fost prințesa Norvegiei care a domnit ca regină a Scoției din 1286 până la moartea sa. Aceasta avea să moară în timp ce călătorea spre Scoția, declanșând succesiunea disputată care a dus la războaiele de independență scoțiene.
A fost fiica regelui Eric al II-lea al Norvegiei și a Margaretei, mama sa fiind fiica regelui Alexandru al III-lea al Scoției și murind la nașterea fiicei sale. Margareta a Scoției a fost născută în Tønsberg.
Atunci când tratatul de aranjare a căsătoriei dintre Margareta și Eric a fost semnat la Roxburgh, la 25 iulie 1281, fiul mai mic a lui Alexandru al III-lea, David, a murit în iunie 1281, lăsând Scoția doar cu un fiu legitim, Alexandru. În consecință, tratatul a inclus o prevedere prin care copii Margaretei și a lui Eric să fie moștenitorii tronului Scoției. 
Alexandru al III-lea a făcut dispoziții similare atunci când a aranjat căsătoria fiului său, Alexandru, cu Margareta, fiica lui Guy de Dampierre, conte de Flandra, în 1281. Tratatul de aranjarea a căsătoriei, semnat în decembrie 1281, a inclus un document lung și complex care stabilea obiceiurile și uzanțele care au determinat succesiunea. Precum și declarația generală a principiilor, anexa includea exemple specifice ale drepturilor lui Alexandru și a Margaretei și a copiilor acestora. Documentul, fiind confuz pe alocuri, părea să favorizeze cel dintâi născut de sex masculin dintre mai mulți frați cât și descendenții acestora, cât și proximitatea de sânge pentru moștenitorii de sex feminin și descendenților acestora.
Tânărul Alexandru, prințul Scoției, a murit la 28 ianuarie 1284 lăsând ca descendent doar pe nepoata sa Margareta. Pe 5 februarie 1284, Alexandru al III-lea i-a adunat la Scone pe toți cei treisprezece conți din Scoția și pe cei douăzeci de baroni, unde au semnat acordul prin care o recunoșteau pe Margareta ca moștenitor de drept, în cazul în care Alexandru nu lăsa niciun moștenitor de sex masculin la moartea sa. Cu toate acestea, era puțin probabil ca acest lucru să îi permită Margaretei să conducă singură, ci mai degrabă împreună cu viitorul ei soț, indiferent de cine ar fi fost acela. În ciuda circumstanțelor, Alexandru al III-lea a decis să se recăsătorească cu Yolande de Dreux, însă a murit în urma unui accident la scurt timp  după aceea, fără să lase niciun alt copil.

## Moștenitoarea de drept a Scoției
După ce regele Alexandru al III-lea a fost înmormântat la Dunfermline Abbey pe 29 martie 1286, magnații și clericii regatului s-au adunat la Scone pentru a alege Gardienii Scoției care aveau să păstreze regatul pentru moștenitorul de drept. În acel moment se credea că regina Yolande era însărcinată, astfel încât Margareta nu era considerată succesoare. Nu se știe exact ce s-a întâmplat cu copilul reginei Yolande; este posibil să fi avut un avort spontan în timp ce alții sunt de părere că aceasta a născut la Clackmannan în Ziua Sf. Ecaterina (25 noiembrie 1286), cu toți Gardienii prezenți pentru a asista martori, ori se crede că aceasta doar a mimat sarcina.
Acest lucru, în conformitate cu depunerea jurământului, a făcut-o moștenitoare pe Margareta care avea numai trei ani, însă în același an, Robert Bruce, al V-lea Lord de Annandale, s-a răzvrătit împreună cu fiul său, contele de Carrick. Cei doi au capturat fortărețele de la Galloway și, pentru ca rivalii lor din sud-vest, clanul Balliol își susțineau poziția, este posibil să se fi licitat pentru coroană. Cu toate acestea, Robert Bruce pare să fi supraestimat șansele sale de succesiune atunci când susținătorii săi nu au fost de partea lor și este dificil de dovedit faptul că aliații lor, precum cei din clanul Stuart au decis să-i susțină, în ciuda a ceea ce unii istorici au dedus. Revolta s-a stins relativ repede, deși nu au fost luate măsuri drastice împotriva celor doi după ce au înapoiat fortărețele confiscate. În acest fel, Gardienii au sperat să mențină pacea în Scoția între pretențiile concurente ale lui Robert Bruce și John Balliol, fără a pune în pericol loialitatea lor față de regat și față de Margareta.
În afara de scoțienii care își doreau să o aducă pe Margareta în Scoția, tatăl acesteia, Eric, a ridicat din nou problema succesiunii. Eric a trimis ambasadori oficiali la regele Eduard I al Angliei, apoi în Gasconia, în mai 1289, cu actele care făceau referire la Margareta ca regină de drept. Negocierile au fost duse mai departe între Eduard, care a revenit mai târziu în Anglia și Eric, excluzând scoțienii până când Eduard s-a întâlnit cu Robert Bruce și cu câțiva dintre Gardieni la Salisbury, în octombrie 1289. Scoțienii se aflau într-o poziție slabă deoarece Eric putea aranja căsătoria Margaretei cu fiul lui Eduard I sau cu oricine altcineva fără să facă referire la Gardieni. În consecință, Gardienii au semnat Tratatul de la Salisbury, prin care au fost de acord ca Margareta să fie adusă în Scoția înainte de 1 noiembrie 1290 și că orice acord cu privire la căsătoria acesteia va fi amânată până când avea să ajungă în Scoția.
Căsătoria lui Eduard, Prințul de Wales, a fost luată în considerare de regele Eduard al Angliei, acest lucru fiind clar din faptul că o dispensă papală a fost primită de la papa Nicolae al IV-lea la zece zile după ce a fost semnatul tratatul. După ce au primit dispensa Papala, Eduard, precum și Eric, i-au scris reginei Margareta. anticipând inaugurarea și căsătoria cu moștenitorul Angliei.
Eduard și Gardienii au continuat negocierile, bazându-se pe presupunerea colectivă că Margareta va fi regină și că tânărul Eduard va fi rege, însă toate aceste planuri, incluzându-le pe cele ale regelui Alexandru, aveau să fie ruinate odată cu moartea Margaretei, pe 26 septembrie 1290, pe Insulele Orkney, cauzate de efectele răului de mare, în timp ce aceasta naviga către Scoția. Rămășițele sale au fost duse la Bergen și a fost înmormântată alături de mama sa.
La moartea sa nu a lăsat niciun moștenitor evident la tronul Scoției și problema succesiunii avea să fie ridicată din nou și rezolvată în 1291-1292.

## Statutul de monarh
Margareta nu a fost niciodată încoronată și nu a pus niciodată piciorul pe solul scoțian, drept urmare există unele îndoieli cu privire la faptul că ar trebui sau nu să fie considerată regina Scoției. Acest lucru ar putea fi în cele din urmă o chestiune de interpretare. Cele mai multe liste cu monarhii din Scoția o includ și pe ea, însă altele nu. Anumite documente contemporane, inclusiv Tratatul de la Salisbury a descris-o ca fiind "regină", dar s-a argumentat că nu ar trebui să fie în mod corespunzător considerată un monarh.
Din cauza lipsei unui precedent istoric clar în istoria Scoției ca țară complet separată în fața Uniunii Coroanelor din 1603, a mai existat un singur caz similar cu privire la moartea monarhului moștenitorul care a murit în afara țării și care nu a putut fi încoronat. Acest lucru a fost atunci când, la moartea lui Robert al III-lea în 1406, moștenitorul său, Iacob I, a fost prizonier în Anglia. Iacob a fost în cele din urmă eliberat și încoronat în 1424. În documentele oficiale din acea perioadă se face referire la el ca "moștenitor", iar regentul Robert Stewart, duce de Albany, a emis monede în nume propriu. Cu toate acestea, domnia lui Iacob este considerată ca începând din 1406, nu din 1424. Dacă se consideră a fi monarh, Margareta este prima regină din cadrul Insulelor Britanice.